# 에어 시암
에어 시암(영어: Air Siam, 태국어: แอร์สยาม)은 태국의 없어진 항공사로 1965년부터 1977년까지 존재했던 항공사이다.

## 역사
1965년 9월 15일 밸런스 에어 시암(영어: Varan Air-Siam)으로 설립해 회사명의 일부 출자자의 유래는 경영자인 태국 왕족의 한 사람에게 유래했다.
1970년 2월 더글러스 DC-4 기종을 도입해 방콕 ~ 홍콩간 화물 노선을 취항했다. 1971년 3월에 방콕 ~ 홍콩 ~ 도쿄 ~ 호놀룰루 ~ 로스앤젤레스 국제선을 개설하고 일본에 취항을 시작했다. 개설 당시 더글러스 DC-8로 운항했다. 지상 업무의 경우 일본항공과 제휴했다. 1971년에 4편으로 운항하고 있었다. 그 후 1972년 운항을 거쳐 1975년부터 1976년까지 방콕 ~ 홍콩 ~ 후쿠오카 ~ 호놀룰루 ~ 로스앤젤레스 국제선 노선도 운항했다. 기종은 맥도넬더글러스 DC-10과 보잉 747 기종으로 운항했다.
기존 시세보다 싼 가격의 항공권 이 인기를 끌었으나 1975년 1월 태국 정부가 정책으로 국제선을 운항하는 회사를 하나하기로 결정했기 때문에 경영이 악화되기 시작했다. 1976년 12월 29일에 자금난으로 인해 갑자기 운항을 중단했다. 이후 운항 재개가 불가피 하자 1977년 1월 14일 마침내 태국 정부에 타이 항공에 합병을 요청했다. 같은 해 2월 3일에 태국 교통 운행 면허가 취소되면서 거액의 빚을 남기게 되었다.

## 보유 기종[2]

### 에어버스
- 에어버스 A300B2-1C 1대

### 보잉
- 보잉 707-100 2대
- 보잉 747-100 2대
- 보잉 747-200 1대

### 맥도넬더글러스
- 더글러스 DC-4 1대
- 더글러스 DC-8-63 1대
- 맥도넬더글러스 DC-10-30 1대

### BAC
- BAC-1-11 1대

## 같이 보기
- 태국의 항공사 목록